# Соколовщина (Зеньковский район)
Соколовщина (укр. Соколівщина) — село,
Власовский сельский совет,
Зеньковский район,
Полтавская область,
Украина.
Код КОАТУУ — 5321381608. Население по переписи 2001 года составляло 204 человека.

## Географическое положение
Село Соколовщина находится в 1,5 км от правого берега реки Ташань,
на расстоянии в 1 км от сёл Горобии и Перелески, и в 2-х км от города Зеньков.
К селу примыкает лесной массив (осина, дуб).
По селу протекает пересыхающий ручей с запрудой.

## История
Есть на карте 1869 года как хутора Соколовские

## Объекты социальной сферы
- Клуб.

## Достопримечательности
- Братская могила советских воинов.